# Toni Marcus
Talia Antoinette Marcus (1950) is een Amerikaanse violiste.

## Biografie
Marcus trad al op 10-jarige leeftijd publiek op als violiste en werd op 12-jarige leeftijd in 1962 als wonderkind gepresenteerd in de show van Jack Benny. Ze speelde eerst bij La Monte Young en studeerde bij Ali Akbar Khan en Pran Nath. Begin jaren 1970 trad ze op met Grachan Moncur III (Echoes Of Prayer), Gunter Hampel (NDR Jazzworkshop 1973) en Carla Bley (Tropic Appetites). Daarna speelde ze in meerdere Italiaanse bands. Eind jaren 1970 behoorde ze tot de band van Van Morrison (Into the Music, Philosopher's Stone). Begin jaren 1980 nam ze op met Michel Vlatkovich en hield ze zich bezig met meditatiemuziek. Tussen 1972 en 1981 was ze betrokken bij zes jazzalbums. In de film Corrina, Corrina (1994) trad ze op als vioollerares. Op het gebied van de folkmuziek trad ze op met Jamie St. Clair en David Locke. Ze schreef ook filmmuziek (Summerspell, 1983).
Tegenwoordig (2013) is ze actief als viool- en improvisatielerares.
Als artist in residence was ze verbonden aan het San Francisco Museum of Modern Art, het Guggenheim Museum en de Scola Sperimental in Rome.

## Discografie
- 1972: Gunter Hampel  Waltz for 3 Universes In a Corridor (birth)
- 1973: Claudio Lolli Un Uomo In Crisi: Canzoni Di Morte. Canzoni Di Vita (EMI Records)
- 1973/2006: N.A.D.M.A. Paura
- 1982: Constance Demby Sacred Space Music
- 2006: Shantala Live in Love

- Gemeinsame Normdatei: 134455029
- International Standard Name Identifier: 0000 0000 5546 5228
- Library of Congress Control Number: n88100776
- MusicBrainz: f0b995bf-e6c0-4f65-b6cd-447168575b5f
- Virtual International Authority File: 223149106048668491017